# Proclossiana radiata
Proclossiana radiata är en fjärilsart som beskrevs av Rudolf Rangnow 1935. Proclossiana radiata ingår i släktet Proclossiana och familjen praktfjärilar. Inga underarter finns listade i Catalogue of Life.